# Ель-Каміно-Ангосто (Техас)
Ель-Каміно-Ангосто (англ. El Camino Angosto) — переписна місцевість (CDP) в США, в окрузі Камерон штату Техас. Населення — 186 осіб (2020).

## Географія
Ель-Каміно-Ангосто розташований за координатами 26°6′41″ пн. ш. 97°38′38″ зх. д. / 26.11139° пн. ш. 97.64389° зх. д. (26.111524, -97.643788).  За даними Бюро перепису населення США в 2010 році переписна місцевість мала площу 0,84 км², уся площа — суходіл.

## Демографія
Згідно з переписом 2010 року, у переписній місцевості мешкали 253 особи в 72 домогосподарствах у складі 64 родин. Густота населення становила 302 особи/км².  Було 80 помешкань (95/км²).
Расовий склад населення:
| - 81,8 % — білих - 0,4 % — азіатів - 16,6 % — осіб інших рас |

До двох чи більше рас належало 1,2 %. Частка іспаномовних становила 94,9 % від усіх жителів.
За віковим діапазоном населення розподілялося таким чином: 28,1 % — особи молодші 18 років, 58,1 % — особи у віці 18—64 років, 13,8 % — особи у віці 65 років та старші. Медіана віку мешканця становила 32,5 року. На 100 осіб жіночої статі у переписній місцевості припадало 99,2 чоловіків;  на 100 жінок у віці від 18 років та старших — 85,7 чоловіків також старших 18 років.
За межею бідності перебувало 8,5 % осіб, у тому числі 0,0 % дітей у віці до 18 років та 0,0 % осіб у віці 65 років та старших.
Цивільне працевлаштоване населення становило 151 особа. Основні галузі зайнятості: освіта, охорона здоров'я та соціальна допомога — 37,1 %, транспорт — 30,5 %, роздрібна торгівля — 21,2 %.